# Abde Almumine
Abde Almumine ibne Ali ibne Alui ibne Iala Alcumi Abu Maomé (n. 1094 - m. maio de 1163), melhor conhecido apenas como Abde Almumine ou Abd-el-Mumen, foi o segundo imame do movimento almóada em sucessão do Mádi ibne Tumarte, primeiro califa do Califado Almóada e fundador da dinastia mumínida, que no século XII ocupou o vácuo dos reinos da Ifríquia (norte da Argélia e Líbia e toda a Tunísia), Magrebe Ocidental (Marrocos) e Alandalus (Península Ibérica), com sua capital em Marraquexe. Nasceu em data incerta na vila de Tagra, então sob controle do Reino Hamádida.
Tornou-se discípulo de ibne Tumarte e sucedeu-o em 1133. Até 1147, dedicou-se à conquista do Império Almorávida. Além da tomada do Império Almorávida, alargou os territórios do recém-criado Califado Almóada, expandindo-o até a Ifríquia, perto do Império Aiúbida do Egito, e sobre o Alandalus, onde encabeçou várias expedições contra os reinos cristãos. Ao falecer em 1163, foi sucedido por seu filho Abu Iacube Iúçufe I (r. 1163–1184).

## Vida

### Origens e proclamação
Abde Almumine nasceu em data incerta na vila de Tagra, então pertencente ao Reino Hamádida. Tinha origem humilde e pertencia a tribo berbere arabizada dos cúmias, da confederação dos zenetas, assentados ao norte da atual província de Orã, não muito longe de Nedroma, na Argélia. Quando ainda era jovem, ele e seu tio Ialu deixaram Tagra para visitar o Oriente, ou talvez a Ifríquia, de modo a completar seus estudos lá, mas sua peregrinação, por motivos do ṭalab al-ʿilm, não levou-o até mais longe que Bugia. Foi no subúrbio daquele cidade, chamado Malala, quando se preparava para voltar à região do atual Marrocos, que se encontrou com ibne Tumarte, mestre dos masmudas. Ibne Tumarte persuadiu-o a unir-se ao pequeno grupo de discípulos que acompanhavam-o, e ensinou-lhe sua doutrina "unitária" durante os poucos meses que ficou em Bugia; E. Levi-Provençal datou esse evento em 1117.
Daí em diante, e até a morte de ibne Tumarte em 1130, desempenhou papel ativo junto de seu mestre, que o adotou em sua própria tribo, os hargas, e lhe deu lugar em seu "Conselho dos Dez". Abde Almumine teve papel ativo nas expedições e nas deliberações dos assuntos almóadas e viu um protetor na figura do mais ativo membro do movimento, Abu Hafes Omar Hintati. Foi Abu que, após a morte de ibne Tumarte, impôs aos berberes de Tinmel a aceitação de Abde Almumine como sucessor. Sua proclamação, contudo, só ocorre três anos depois, quando recebeu de seus súditos o baya de aliança, mas teve que enfrentar certa situação política. Parece que como medida imediata, Abde Almumine suprimiu o Conselho dos Dez e o Conselho dos Cinquenta, outro importante conselho de ibne Tumarte, e criou o conselho de xeques almóadas. A medida causou desentendimento entre os dignitários, que apoiaram revoltas fracassadas de ibne Maluia ainda em 1133 e de dois irmãos de ibne Tumarte, um deles Abedalazize ibne Carmane Alargui, cujo clã não produziu xeques do novo conselho.

### Conquista do Império Almorávida

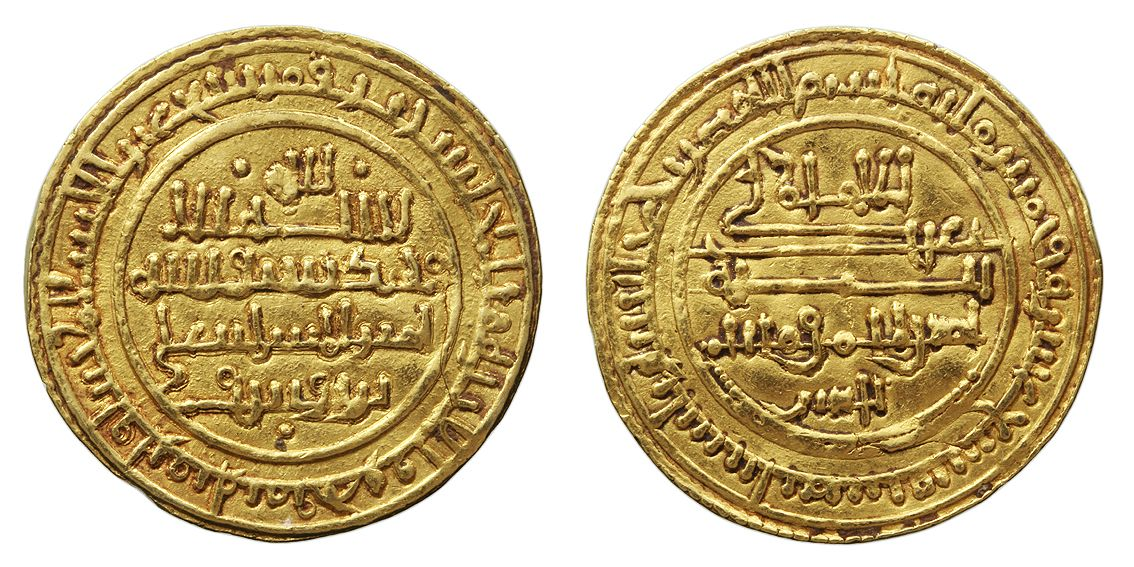
Dinar do emir Ali r.. Ele lutou contra os almóadas desde o início

Império Almorávida em sua maior extensão

O primeiro objetivo de Abde Almumine foi conquistar o já enfraquecido Império Almorávida. Evitando as planícies, onde a cavalaria almorávida tinha vantagem, preparou-se para submeter as montanhas berberes para tomar as riquezas minerais e controlar as vias comerciais. Obtendo apoio de várias cabilas do Atlas, submeteu Suz e o vale do rio Drá, regiões essenciais para o lucrativo comércio que os almorávidas mantinham com a África subsaariana, onde construiu sólida base de ataque e possível recuo. Dali, conquistou a linha de fortalezas que no norte cercavam o Alto Atlas, evitando o acesso às planícies e a capital Marraquexe. Deixando as planícies, Abde Almumine seguiu o caminho das montanhas para nordeste, tomando as cidades fortificadas de Demnate e Dei, numa manobra destinada a isolar o território almorávida central.
Em 1140-1141, assegurou o Médio Atlas e oásis de Tafilete. A partir do maciço montanhoso de Jebala, ao norte do Marrocos, tomou as fortalezas da região de Taza, de onde fez a conquista das cabilas submediterrâneas de Uádi Lau, Badis, Necor, Melilha e a região oraniana setentrional, terminando numa entrada triunfal em Tagra. Com tais sucessos, deixou os almorávidas flanqueados e os privou das minas das montanhas, centro nevrálgico da guerra. A partir de então, à frente de forças consideráveis e dispondo de importantes recursos, se preparou para enfrentar os almorávidas nas planícies. Sua investida foi facilitada porque em 1143, a sucessão do emir Taxufine ibne Ali ibne Iúçufe (r. 1143–1145) provocou dissensões entre os chefes lantunas e massufas, e em 1145 a morte do catalão Reverter, chefe das milícias cristãs almorávidas, privou-os de seus generais mais devotos e hábeis. Além disso, o tawhid (unicidade) almóada competiu os zenetas a tomarem Tremecém, obrigando o emir Taxufine a recuar para Orã, onde morreu em consequência de uma queda de cavalo. Com essas vitórias, Abde Almumine marchou contra Ujda e Guercife, Fez, que foi tomada após cerco de 9 meses em 1146, e finalmente Mequinez e Salé.
Essa série de vitórias foi rapidamente seguida pela captura de Marraquexe. A capital almorávida tentou resistir aos atacantes, mas foi logo forçada a capitular em abril de 1147, apesar dos esforços da guarnição da alcáçova, e houve grande massacre dos almorávidas, inclusive o príncipe Ixaque ibne Ali. A dinastia mumínida escolheu-a como sua capital e o palácio almorávida foi escolhido como sede pessoal de Abde Almumine, que ordenou a construção da Mesquita Cutubia ("Mesquita dos Vendedores de Livros"). Com tal vitória, todo o Atlas, inclusive o Rife, a costa mediterrânea e o Magrebe Ocidental estavam dominados. Os sucessos almóadas foram, na maior parte das vezes, episódios sangrentos, e segundo O Saidi, a julgar pela estrutura de poder flexível dos almorávidas, eles não eram entendidos como libertadores, senão daqueles que, descontentes, procuraram fugir, ainda que provisoriamente, de imposições do fisco.
A maior parte das cidades resistiu aos assaltos dos almóadas, que demoraram 15 anos para submeter a totalidade do Marrocos. Abde Almumine organizou o império, usando como base o sistema político da comunidade almóada, que adaptou a seu propósito. Realizou um novo escrutínio de seus apoiadores, milhares dos quais, julgados de lealdade duvidosa ou sem fervor religioso, foram postos à espada. Também, com severidade, suprimiu várias revoltas e conjurações, das quais as mais relevantes foram lideradas por Masbugue Aliadaine ("o homem de mãos tingidas") na região de Guercife e Fez, Abu Iala da cabila dos sanhajas, e Saíde dos gaiatas na região de Taza.

### Conquista do Reino Hamádida

Alandalus em 1150

Ruínas do Alcalá dos Banu Hamade

Após estabelecer solidamente sua posição no Magrebe Ocidental, Abde Almumine iniciou planos para conquistar o resto do Magrebe, expandindo além dos limites do Império Almorávida. Antes de prosseguir com seu projeto foi chamado a intervir no Alandalus, onde a população não suportava mais a autoridade almorávida e o perigo de ataque pelo Reino de Castela crescia. Em 1144, cidades como Xerez aceitaram os almóadas, em 1145, logo após a captura de Tremecém, a expedição naval sob ibne Maimune tomou Cádis, e em 1145-1146, ocorre a primeira menção da dinastia nas orações. Quando o califa cercava Marraquexe, recebeu deputação de andalusinos e em responda enviou corpo expedicionário no qual participaram dois de seus irmãos, Abedalazize e Issa Angar. A isso seguiram outras adesões, dentre as quais Sevilha e Córdova, mas as províncias orientais mantiveram-se avessas aos almóadas. Tal era o motivo pelo qual, quando o califa recebeu delegação andalusina em 1150 que vinha prestar juramento de fidelidade, optou por marchar contra o Magrebe Oriental.
A Ifríquia estava sob ameaça dos normandos do rei Rogério II (r. 1105–1154), que pretendia criar o vassalo Reino da África e já havia ocupado os principais portos. Juntamente, dinastia sanhajas de Cairuão e Bugia estavam minadas na base pela nova organização do espaço na Ifríquia e no Magrebe Central, beneficiando principados sanhajas e árabes do interior. A expedição almóada à Ifríquia seria justificada pelo dever da jiade. Em 1151, concentrou forças em Salé antes de se dirigir para Ceuta, em suposto ataque no Alandalus. Porém, Abde Almumine tomou o caminho do leste no verão de 1152 e, forçando a marcha, atingiu o Magrebe Central.
Abde Almumine tomou Argel, ocupando em seguida Bugia, sem grandes dificuldades. Enviou um destacamento sob seu filho Abedalá para capturar o Alcalá dos Banu Hamade, capital do Reino Hamádida, que foi tomada à força, saqueada e a população massacrada. Constantina, cidade onde o emir Iáia ibne Abedalazize (r. 1121–1152) refugiou-se, foi entregue por seu vizir aos almóadas, que então usaram-a para lançar uma expedição contra beduínos da região. Durante as operações, certo Abu Cássaba, na companhia dos Banu Zaldauiu, fez ataque contra Bugia que, por suas características, parecia coordenado para matar o califa. Ao serem derrotados, Abde Almumine empreendeu a violenta dispersão dos sanhajas, leuatas e cotamas que uniram-se ao rebelde. Grupos árabes – aliados ou clientes dos hamádidas – partiram em socorro de Bugia quando Abde Almumine se preparava para voltar ao Magrebe Ocidental. Em 1153, foram rechaçados e arrastados até a planície de Setife, onde, após 3 dias de forte resistência, foram derrotados e despojados de seus bens, mulheres e crianças. Abde Almumine foi clemente com os árabes, talvez como forma de impressioná-los uma vez que eram preponderantes na região, e deixou governadores e guarnições no Magrebe Central antes de retornar ao Magrebe Ocidental.

### Consolidação do poder

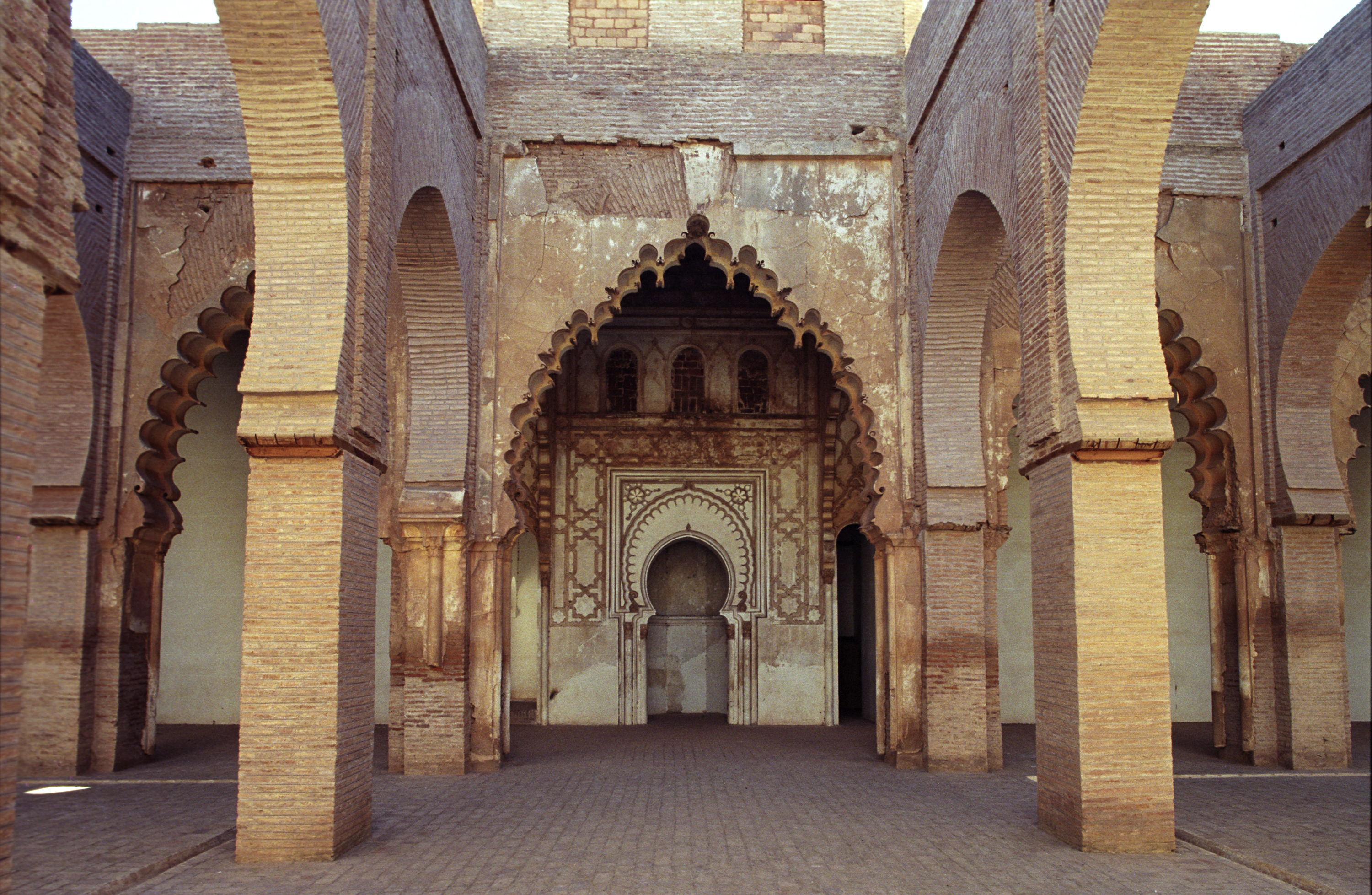
Mesquita de Tinmel

Com todos os seus sucessos, a oposição ficou impaciente e declarou revolta, sob impulso dos próprios parantes de ibne Tumarte, os hargas e os habitantes de Tinmel. Abde Almumine mandou executar os revoltosos e enviou a família de ibne Tumarte, os Aite Angar, à cidade de Fez, onde ficaram sob prisão domiciliar. Sanada a crise, partiu em peregrinação para Tinmel, onde fez doações e mandou ampliar a mesquita para desviar a atenção da opinião pública dos fatos sangrantes ocorridos há pouco e preparar, ao mesmo tempo, a fundação de sua dinastia. Em 1156-1157, no campo de Sala, conseguiu que seu filho mais velho Maomé fosse reconhecido como herdeiro presuntivo e em seguida nomeou seus demais filhos como governadores das principais metrópoles do império como saídes; por exemplo Abu Iacube Iúçufe que ficou em Sevilha e Abuçaíde Otomão que ficou em Córdova.
As medidas tiveram apoio de novas forças imperiais, como os hilálios e cabilas do leste, sobretudo os sanhajas, e foram aplicadas graças à anuência de Abu Hafes Omar Hintati. Abde Almumine se apressou em divulgar nas províncias que cada saíde mumínida iria ser acompanhado por um xeique almóada como lugar-tenente na condição de vizir e conselheiro. Tais conquistas e vitórias minaram o poder dos dignitários dos primeiros tempos do movimento, provocando a sublevação de inúmeras cabilas, sobretudo no sudeste. Os jazulas acolheram o famoso Iáia Alçaraui, o antigo governador almorávida de Fez e o antigo chefe da revolta de Ceuta, provocando agitações nos confins do Suz; lamutas, hastucas e lantunas e alguns outros grupos também sublevaram devido aos excessos cometidos pelos governadores mumínidas. Essas revoltas, como um todo, tiveram pouca gravidade, exceto o complô tramado em Marraquexe pelos dois irmãos de ibne Tumarte, Issa e Abedalazize, que por pouco não teve sucesso. O califa retornou à capital em marcha forçada e, após inquérito, descobriu documentos que revelavam a lista de conjurados: 300 mercadores da capital, cinco dos quais notáveis. Foram todos entregues à cólera da população.
Em 1156, o poder mumínida estava solidamente estabelecido com a redução de todas as contestações e oposições. Segundo a carta oficial número XVII, Abde Almumine fez uma peregrinação, uma espécie de excursão de inspeção feita pelo califa e seu séquito, em Igiliz e Tinmel, recebendo durante a viagem delegações de várias cabilas – fiéis desde o princípio ou submetidas num passado tormentoso ‑ que o certificaram quanto à sua lealdade. O califa exortou-as a reforçar seus vínculos com a doutrina almóada e então retornou a Marraquexe em 04 de novembro de 1157, onde festejou a Idal Fitir (festa da ruptura do jejum) como uma festa da paz na Magrebe Ocidental.

### Conquista da Ifríquia e Alandalus e morte

Califado Almóada em seu zênite

Alandalus em 1160

Abde Almumine pode, então, empreender sua campanha contra a Ifríquia, ao término da qual unificaria, pela primeira vez, o Magrebe sob uma única autoridade. Preparou-se cuidadosamente e só em 1159 marchou, sobretudo por influência do refugiado zírida Haçane ibne Ali, que o encorajava, e os múltiplos pedidos de socorro de populações da Ifríquia contra atividades dos cristãos. Deixando Abu Hafes como tenente no Magrebe Ocidental, partiu de Salé na primavera à frente de forças consideráveis, enquanto imponente frota o acompanhou. Seis meses depois, seu exército chegou a Túnis, que foi tomada em junho após bloqueio. Depois foi Mádia, há 12 anos sob controle normando, que caiu em janeiro de 1160. Um de seus filhos, Abedalá, apossou-se de Gabes e Gafsa e nesse meio tempo Cairuão, Esfax e Trípoli caem também. Os ataques combinados da frota contra o literal e as investidas da cavalaria no sul permitiram a submissão da Ifríquia, causando o desaparecimento dos pequenos principados que tinham repartido os despojos do Reino Zírida e os normandos foram despejados do litoral.
No Alandalus a situação tornava-se cada vez mais inquietante com a rebelião de ibne Mardanis ameaçando o levante com suporte de ibne Gania, último representante almorávida, e cristãos ganhando terreno com incursões do norte. Em 1154, Granada foi rendida por seu governador almorávida e em 1157, enquanto se preparava para sua expedição contra a Ifríquia, Abde Almumine enviou um exército que sucessivamente tomou as cidades fortificada de Xerez, Niebla, Silves, Beja, Badalhouce, Mértola, Sevilha e Almeria, que foi retomada dos cristãos. Nessas circunstâncias, Abde Almumine decidiu cruzar o estreito de Gibraltar em pessoa e estabelecer sua base em Gibraltar, cuja reconstrução ordenou no ano anterior. Permaneceu lá por dois meses do inverno e enviou suas colunas em direção a Xaém, onde mercenários de ibne Mardanis estavam saqueando.
Ao voltar ao Magrebe Ocidental, o califa preparou-se para novo ataque. O exército, graças a reforços enviados, inclusive contingentes árabes, obteve vitórias em Badalhouce e Beja. Voltou a Marraquexe no começo de 1162, onde recebeu cúmias de seus contribuintes, destinados, ao que parece, à formação de sua guarda pessoal. Ele concentrou suas tropas no edifício oposto a Salé, a futura Rabate, em vista de outra expedição ao Alandalus. Porém, foi acometido por uma enfermidade e faleceu em maio de 1163 e seu corpo foi transferido para Tinmel, onde foi inumado perto do túmulo de ibne Tumarte. Ainda nesse ano, Abu Iacube Iúçufe sucedeu o pai em vez de seu meio-irmão Maomé, que era herdeiro presuntivo. Sua ascensão podia ser golpe orquestrado por seu irmão Abu Hafes Omar, que era vizir desde 1160. Às crônicas, Abde Almamune mudou de ideia no leito de morte ao desgostar a atitude de Maomé na peregrinação a Tinmel no inverno de 1162, quando Maomé cavalgou bêbado e vomitando diante de seu pai e outros almóadas. A justificativa, porém, pode ser post facto.

## Legado

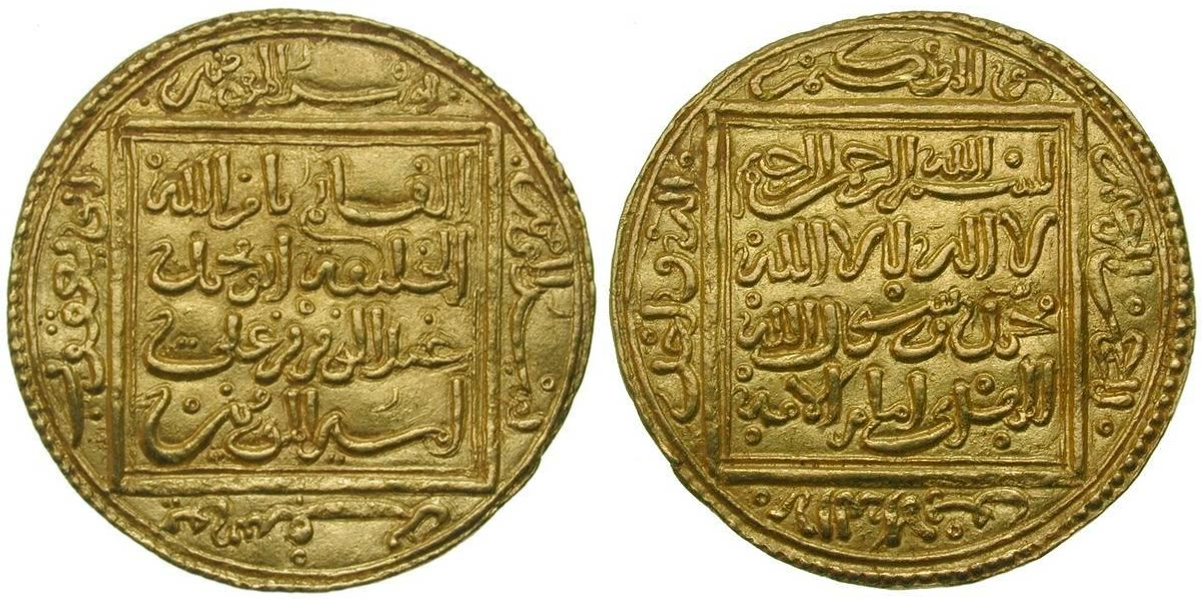
Dinar de r.

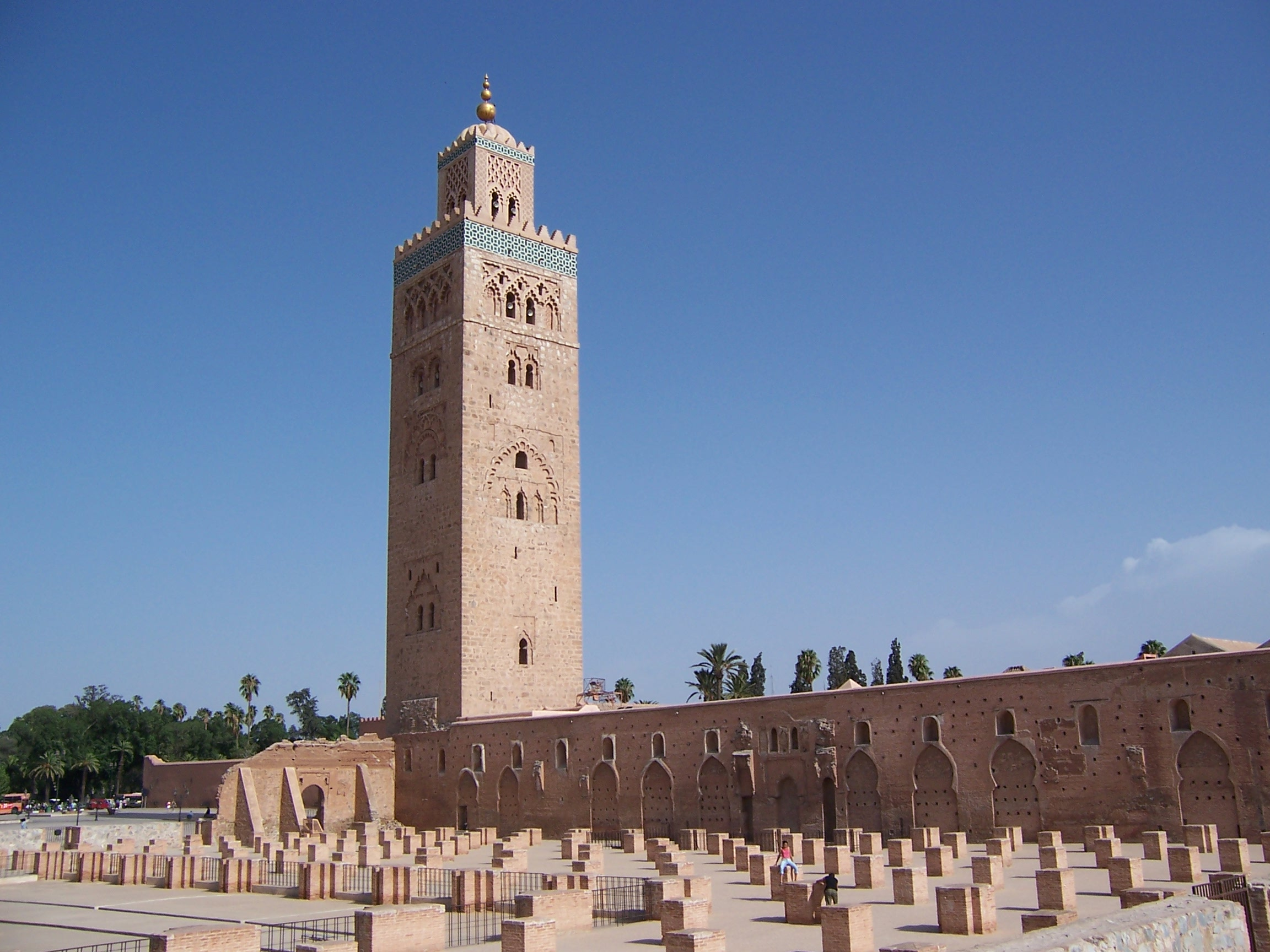
Mesquita Cutubia de Marraquexe iniciada por Abde Almumine e finalizada por seu neto Abu Iúçufe Iacube

Abde Almumine usou, diferente dos almorávidas que usaram o título de emir aumuslimim e reconheceram a soberania espiritual do Califado Abássida do Oriente, o título de miramolim, provavelmente recebido de seu séquito após a captura de Marraquexe. Além disso, ao quebrar com a tradição almorávida, que se baseada na organização hispano-omíada, criou um sistema administrativo que levou em conta as necessidades políticas de seu grande império, bem como seu desejo de não ofender seu séquito de berberes; muitas regulações que compunham seu sistema ainda existem na organização do makhzen do atual Marrocos. Outrossim, virou-se aos especialistas andalusinos para sua chancelaria, sobretudo homens que anteriormente ocuparam o secretariado almorávida.
Deu especial atenção ao corpo dos talabas, que atuaram como importantes propagandistas do movimento almóada após a tomada de Marraquexe em 1147 – como demonstram as cartas oficiais, dentre as quais a missiva enviada por ele aos talabas do Alandalus em 1148. O califa incumbiu-os de "ordenar o bem e proibir o mal" e ocuparam vários domínios como educação, administração, ensino e exército e com a expansão do Califado Almóada, tornar-se-iam comissários políticos e ideológicos dos almóadas no seio das forças armadas, sobretudo a marinha.
O califa permaneceu fiel à doutrina do mádi, abstendo-se de inovações e mantendo a seu lado os famosos xeiques, guardiães dos interesses almóadas e garantia da fidelidade destes. Porém, após a revolta de Issa e Abedalazize, irmãos de ibne Tumarte, Abde Almumine torna-se definitivamente o chefe de um império e menos o chefe de uma "comunidade de fiéis". A partir de então, imprimiu uma nova orientação à sua política, cessando de confiar exclusivamente no "clã" dirigente, na aristocracia masmuda, e procurando estender as bases de seu poder às outras cabilas, sobretudo os árabes hilálios e às do Magrebe Central. Aos poucos ele foi se libertando do conceito tumartiano de comunidade, fundado no clã e na seite, e passou a promover uma verdadeira política imperial, levando em consideração todas as camadas sociais.
Abde Almumine foi patrono das muralhas de Nedroma datadas de 1160 e também obras de alargamento, administração da água, construção de reservatórios e jardins em Fez, Sevilha e Marraquexe, onde também comissionou a Mesquita Cutubia, que só seria concluída no reinado de seu neto Abu Iúçufe Iacube (r. 1184–1199). Além disso, favoreceu o andalusino Averróis, que por influência dos califas almóadas tornou-se o médico real (tabibe) e depois cádi de Córdova em sucessão de seu pai. O mesmo se pode dizer de ibne Tufail, que produziu um cassaba comissionado pelo califa.